# Севкабель Порт

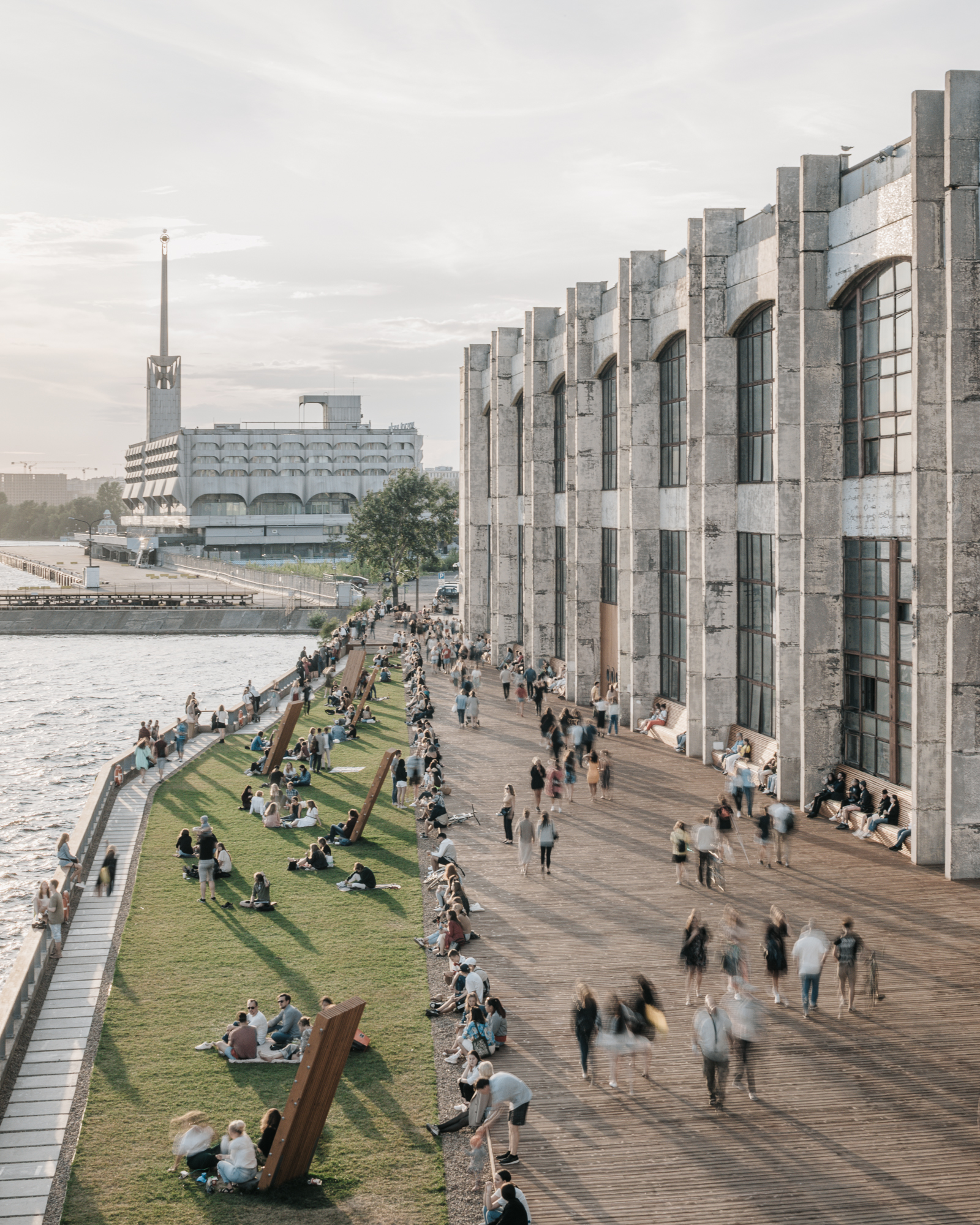
Вид на набережную Севкабель Порта

Севкабель Порт — общественное культурно-деловое пространство, созданное в результате преобразования промышленного «серого пояса» Гавани Васильевского острова в Санкт-Петербурге на побережье Финского залива, совсем рядом с памятником советского брутализма — Морским вокзалом. Территория, отведенная для кластера, расположена между рекой и Кожевенной линией: отделена примерно пятая часть — участок около воды. Рабочая часть оптимизированного производства к северу от улицы углубляется в город.

## История
Общественное пространство расположилось на части территории завода «Севкабель» — старейшего кабельного завода в России. Его основал немецкий промышленник Вернер Сименс в 1879 году в качестве мануфактуры торгового дома «Сименс и Гальске» по производству ламп, кабелей и переключателей. Именно эта фирма первой соединила телеграфной сетью Петербург с Москвой и начала в промышленных масштабах собирать радиотелеграф, изобретенный Александром Поповым.
В Петербурге «Сименс и Гальске» осветили электричеством театры, торговые пассажи, весь Невский проспект и Зимний дворец по специальному заказу императора. В 1918 году завод был национализирован, получил нынешнее название и впоследствии внес фундаментальный вклад в электрификацию всего СССР.
В 2017 году руководство завода «Севкабель» приняло решение модернизировать площади, и сделать в Петербурге общедоступную площадку с выходом к морю. Архитектурным бюро «ХВОЯ» был разработан проект комплексной реновации территории. Концепция предполагала сохранение всех зданий, а также производственных артефактов. Существующие пространства завода были расчищены и дополнены новыми акцентами — ржавыми воротами при входе, флагштоками на морской площади, катушечными башнями-скамейками на внутренней аллее, прислонялками на набережной. Первая очередь благоустройства была готова в 2017 году, набережная открылась для горожан в 2018, а в 2020 году пространство расширилось за счет интеграции соседней фабрики имени Веры Слуцкой, которая получила название «Искабель». Также в 2021 году «Севкабель Порт» предложил властям Санкт-Петербурга единую концепцию развитию береговых девелоперских проектов на Васильевском острове от причалов «Балтийского завода» до Морского воказала и площади Морской Славы.
Завод «Севкабель», в ходе модернизации производства, перенес мощности в свои цеха на Кожевенной 39, таким образом освободив 20 % своей общей площади для создания культурно-делового проекта.
Официально «Севкабель Порт» был открыт в сентябре 2018 года, но гости смогли посетить первое мероприятие уже спустя месяц после старта реновации — в июне 2017 года.

## Архитектура

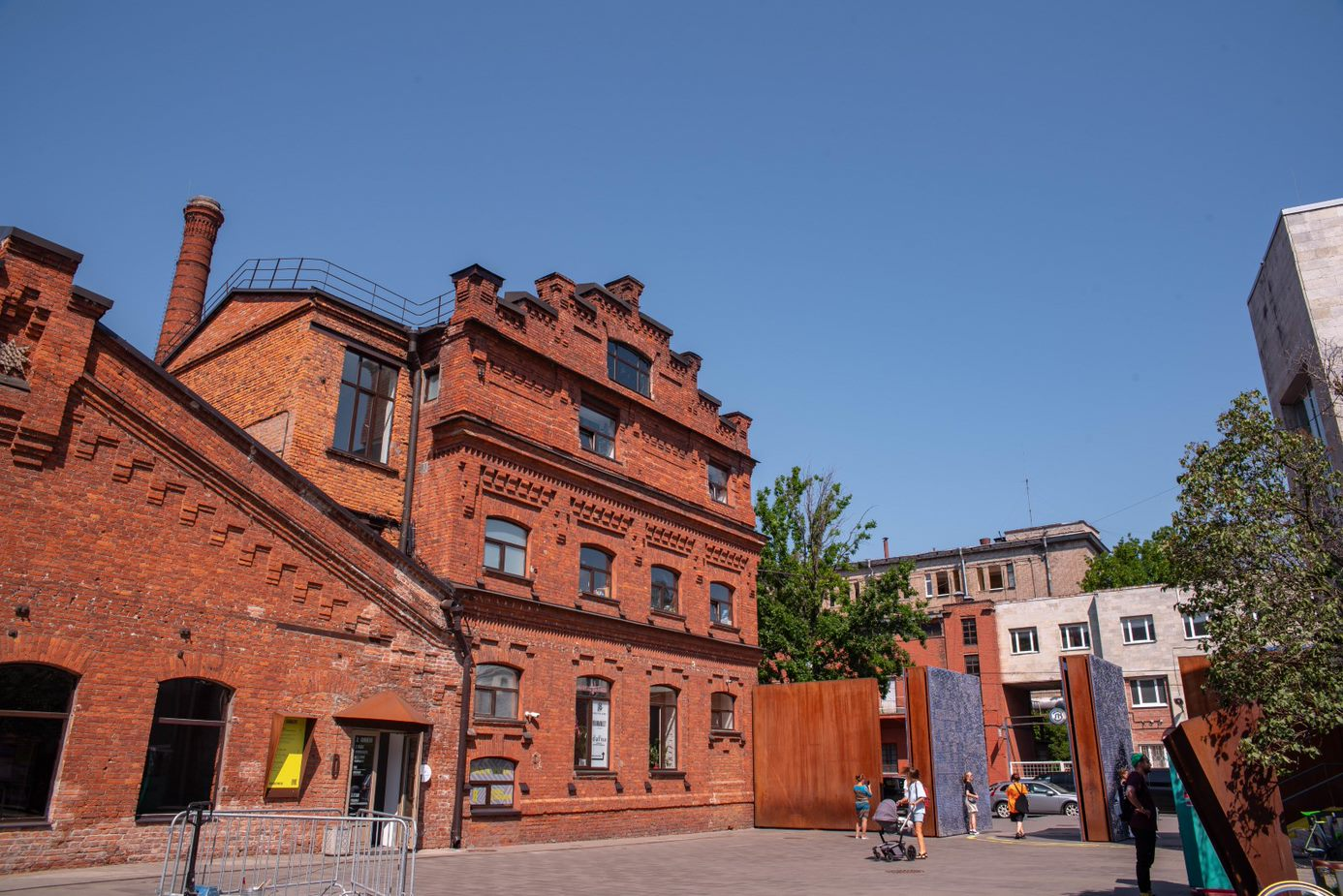
Комплекс построек акционерного общества «Соединительные кабельные заводы» (Сименс-Гальске)

В середине XIX века на участок, который сегодня занимает общественное пространство «Севкабель Порт», был заложен завод «Сименс и Гальске», который, помимо всего прочего, занимался выпуском кабельной продукции. К историческим корпусам этого завода относится котельная с трубой и заводоуправлением (Кожевенная линия, 40Д), здание административного корпуса начала XX века (Кожевенная линия, 40Е), а также так называемый «Дом Сименса» (особняк Мессонье), от которого до нашего времени сохранился только угловой фрагмент — башня и участок кирпичной стены (Кожевенная линия 38). В конце 70-х годов XX века в восточной части участка были возведены административно-бытовой корпус (Кожевенная линия, 40А), и здание производственного цеха (Кожевенная линия, 40Б).
По периметру самого большого корпуса образовалась цепочка открытых общественных пространств. Между ребрами кабельного корпуса со стороны реки — они бетонные, фактурные и перекликаются с Морвокзалом. Ворота на Кожевенной линии между кирпичным зданием XIX века и бетонным XX века: четыре больших поворотных кортеновских пилона, — обозначают одновременно заводское прошлое и креативное настоящее территории, которые являются арт-объектом и меняются каждый сезон.
Открытое пространство за особняком поделили на две неравные части: одна, чуть больше, отведена зоне фестивалей, другая меньшая, но зато примыкающая к реке, стала многофункциональной площадкой, здесь планируется трансформируемый амфитеатр, шезлонги, зимой каток.
Исторические краснокирпичные корпуса в основном заняты небольшими мастерскими, бюро и офисами, в первых этажах расположены точки общественного питания. Советский административный корпус вместил в себя разнообразные образовательные и спортивные проекты, а также магазины. Самый большой производственный цех, формирующий морской фасад, включает универсальную площадку, концертный клуб и ресторан на первом уровне. На втором находится выставочное пространство.
Здесь работает причал — особенная гордость архитекторов, поскольку он полностью оправдывает закреплённое за новым творческим пространством название «порт». Кораблик курсирует, новый водный маршрут работает.
Внутри территории между советскими корпусами образовалась внутренняя аллея.

## Идеи освещения

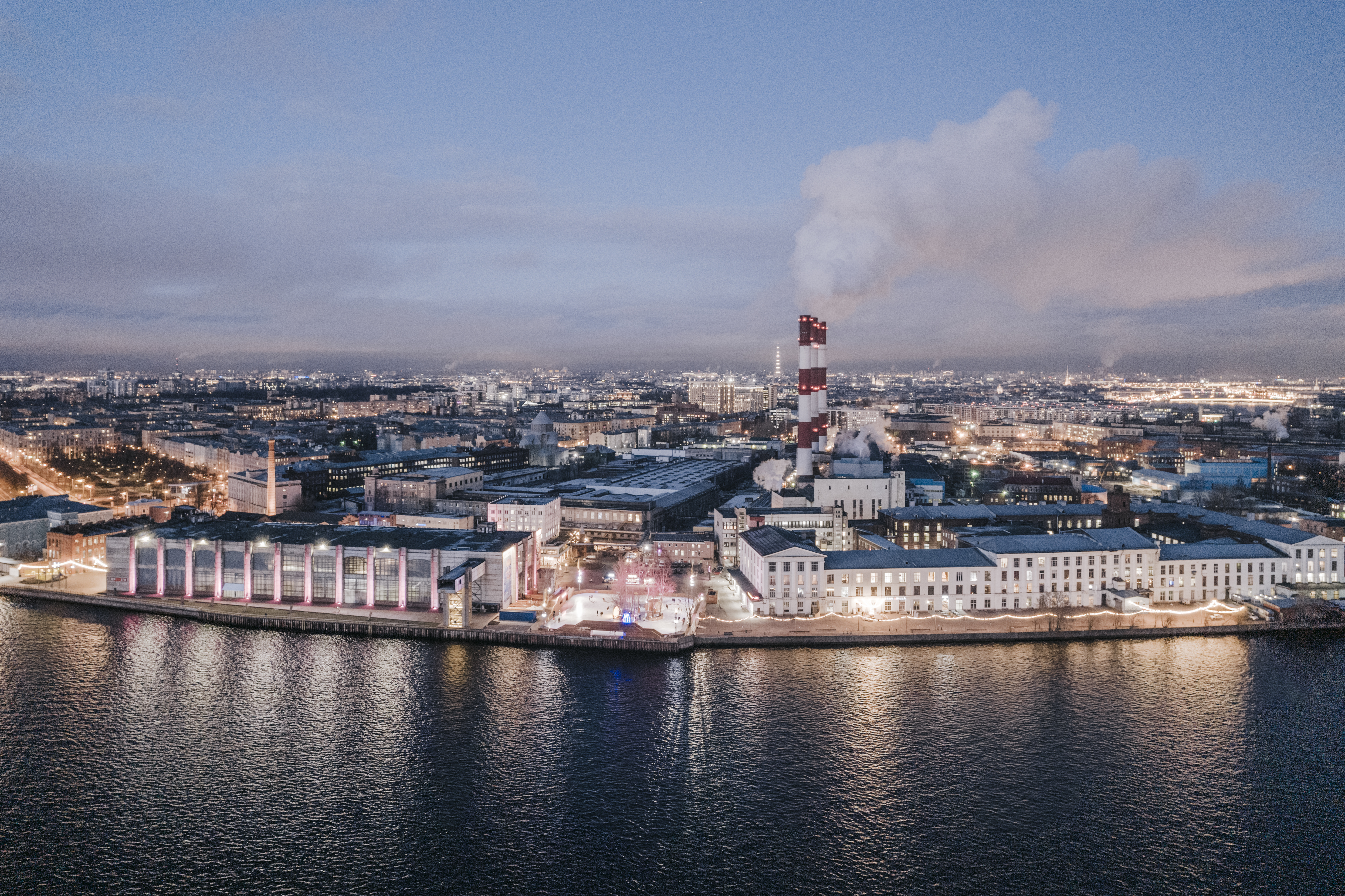
Зимний вид «Севкабель Порта» с Финского залива

На аллее расставлены фонари-катушки, вдохновленные инсталляциями-катушками, свет отражается от деревянных конструкций. Такие светильники установлены на колесики, они мобильны, их запросто можно переставлять и перегруппировывать.
Первый из открытых для публики корпусов, бывший участок кабельной тары, получил глубокий портал, украшенный «вдавленными» в стену лампами-кругами, что позволяет сделать подачу света через металл.
Стрит-арт муралы и башня пирса выделены светом с узкой овальной оптикой.
Под все приборы, встраиваемые в землю, были разработаны специальные антивандальные решетки, защищающие световые приборы, но не искажающие световой поток.
Также в «Севкабель Порту» на Морской площади находится первый в СССР генератор постоянного тока — катушка Теслы. Она состоит из каскада трансформаторов, рассчитанных на 1 500 000 вольт. Ранее она располагалась в лаборатории завода, где также находился генератор постоянного тока на 2 000 000 вольт и импульсный генератор на 3 000 000 вольт. Лабораторию создали в 1947 году под руководством главного инженера и директора Дмитрия Быкова, а данный генератор в 1949 году для практических испытаний научных разработок

## Освоение
Благоустройство пространства происходит постоянно. На каждом из этапов идет реставрация промышленных архитектурных объектов, их адаптация под современные запросы и обустройство зон для культурных мероприятий.
Среди целевых резидентов и партнеров «Севкабель Порта» — выставочные проекты, IT-компании, рекламные агентства, архитектурные бюро и дизайн-студии, гастрономический и образовательные проекты, шоурумы и магазины интерьерного и прикладного дизайна, спортивные клубы, гостиницы, театральные студии и многое другое.

## Основные проекты

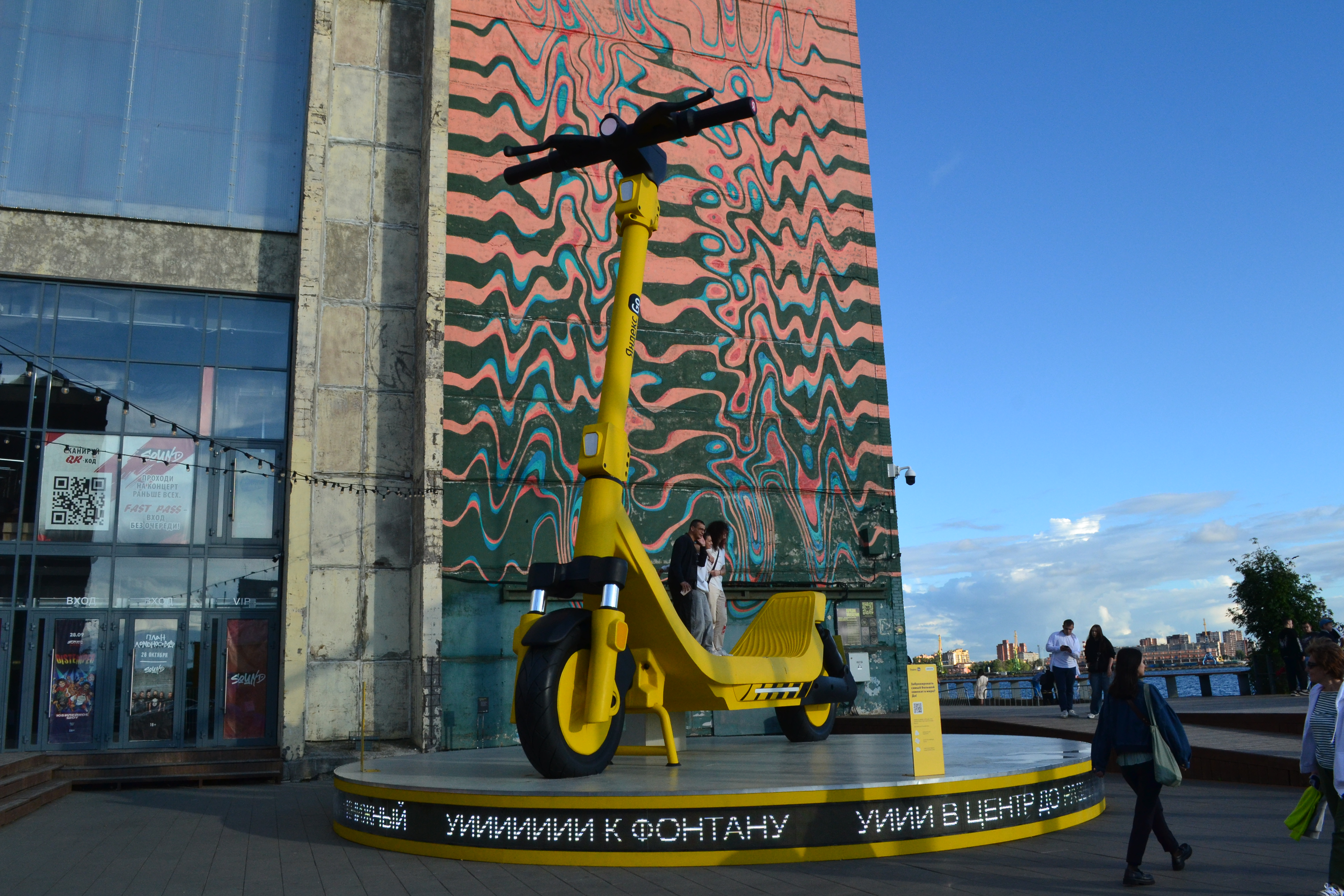
Памятник электроскутеру в Севкабеле, 2024 год

В мае 2022 года в «Севкабель Порту» в Санкт-Петербурге состоялось открытие инклюзивного кластера «Нормальное место» — это пространство осознанного потребления, благотворительности и творчества, в рамках которого НКО и социальные предприниматели развивают свои проекты. Здесь открыт коворкинг, проходятся различные мастер-классы и арт-практики.
Традиционно, с ноября 2018 года на территории Севкабель Порта был открыт зимний каток под открытым небом.
Специальная система охлаждения обеспечивает отличное качество льда даже при температуре воздуха +10 градусов. Официальное название ледового катка, площадью более 2200 м2 — «Каток у моря».
В восточной части «Севкабель Порта», на берегу Финского залива, на исторической территории фабрики Акционерного общества мануфактур «И. А. Воронин, Лютш и Чешер» продолжилось развитие проекта «Севкабель Порта», его восточной части под названием — Исткабель, где есть открытые террасы, барная линия, условия для мероприятий и вид на море.

## Значимые мероприятия
Летом 2019 года в «Севкабель Порту» прошел трехдневный фестиваль электронной музыки Present Perfect, участниками которого стали более 60 артистов со всего мира. Хедлайнером фестиваля стал берлинский музыкальный дуэт Modeselektor.
С 2019 года в «Севкабель Порту» проходит летний музыкальный фестиваль STEREOLETO.
Летом 2021 года в «Севкабель Порту» проходила выставка «Энди Уорхол и русское искусство», на которой были представлены более 100 работ Энди Уорхола.
Осенью 2021 года работала международная выставка мультимедийного искусства «Hydra. Искусство новых медиа в контексте экотревожности». В ней приняли участие художники из Великобритании, Словакии, Канады, Норвегии, Франции, Италии и России.
В 2022 году в «Севкабель Порту» открылась выставка-ретроспектива «Балабанов», посвященная памяти Алексея Балабанова. Проект стал лауреатом ежегодной премии «Петербург будущего».

## Достижения
Летом 2019 года на XV конгрессе Организации городов всемирного наследия в Кракове, где Санкт-Петербург был представлен пятью проектами, в том числе и Севкабель Портом, стал лауреатом международной премии The Jean-Paul-L’Allier Prize. Эта премия имени Жан-Поль Л’Аллье занимается вопросами сохранения и управления городов, внесенных в список ЮНЕСКО.
Председатель комитета по государственному контролю, использованию и охране памятников истории и культуры Сергей Макаров и председатель совета директоров группы «Севкабель» Александр Вознесенский установили памятную доску в честь этой победы Санкт-Петербурга.
Осенью 2021 «Севкабель Порт» занял второе место в номинации «Общественное пространство» всероссийской премии «Сокровища России» от журнала National Geographic.

## Интересные факты
- 3,2 гектара — общая площадь Севкабель Порта[17].

- 5 зданий бывшего завода обрели новую жизнь

- 200 метров — протяженность обновленной набережной

- 36 часов — самое продолжительное мероприятие в Севкабель Порту[35]

## Собственник
Собственник «Севкабель Порта» — управляюшая компания «Политбюро», бывший оператор завода «Севкабель», принадлежащая экс-гендиректору — Сергею Ярмилко. «Политбюро» было соинвестором проекта культурного пространства, а летом 2022 года выкупило его на фоне кризиса в коммерческой недвижимости, спровоцированного пандемией коронавируса.